# Meinheim
Meinheim é um município da Alemanha, situado no distrito de Weißenburg-Gunzenhausen, no estado da Baviera. Tem 16,36 km² de área, e sua população em 2019 foi estimada em 841 habitantes.